# Thorshavn-ekspeditionerne
Thorshavn-ekspeditionerne betegner fire norske sydpolsekspeditioner, som blev gennemført i perioden 1931–1937. Ekspeditionerne blev sendt for at udforske hvalforekomster i Sydishavet og kortlægge kysten af det antarktiske kontinent, hovedsagelig fra fly. Ekspeditionerne benyttede motortankeren "Thorshavn", som også har givet navn til ekspeditionerne, og var finansieret af hvalfangstpioneren Lars Christensen. Thorshavn-ekspeditionerne var en videreførelse af Norvegia-ekspeditionerne (1927–1931), ligeledes finansierede af Christensen.